# Baseball aux Jeux d'Amérique centrale et des Caraïbes
Le tournoi de baseball des Jeux d'Amérique centrale et des Caraïbes met aux prises les meilleures formations d'Amérique du Nord, d'Amérique centrale et des Caraïbes.
Il est au programme depuis la naissance des Jeux en 1926.
Cuba, qui remporte neuf des douze premières éditions, mène le palmarès avec 14 titres sur 21 possibles dont quatre consécutifs, série en cours.

## Palmarès
| Année        | Lieu           |                  | Or                     | Argent                 | Argent           | Bronze           | Bronze |
| ------------ | -------------- | ---------------- | ---------------------- | ---------------------- | ---------------- | ---------------- | ------ |
| 1926         | Mexico         | Cuba             | Mexique                | Mexique                |                  |                  |        |
| 1930         | La Havane      | Cuba             | Mexique                | Mexique                | Panama           | Panama           |        |
| 1935         | San Salvador   | Cuba             | Nicaragua              | Panama                 |                  |                  |        |
| 1938         | Panamá         | Cuba             | Panama                 | Panama                 | Nicaragua        | Nicaragua        |        |
| 1946         | Barranquilla   | Colombie         | Rép. dominicaine       | Rép. dominicaine       | Cuba             | Cuba             |        |
| 1950         | Guatemala      | Cuba             | Mexique                | Mexique                | Nicaragua        | Nicaragua        |        |
| 1954         | Mexico         | Venezuela        | Mexique                | Mexique                | Rép. dominicaine | Rép. dominicaine |        |
| 1959         | Caracas        | Porto Rico       | Venezuela              | Venezuela              | Panama           | Panama           |        |
| 1962         | Kingston       | Rép. dominicaine | Porto Rico             | Porto Rico             | Mexique          | Mexique          |        |
| 1966         | San Juan       | Cuba             | Porto Rico             | Porto Rico             | Panama           | Panama           |        |
| 1970         | Panamá         | Cuba             | Rép. dominicaine       | Rép. dominicaine       | Mexique          | Mexique          |        |
| 1974         | Saint-Domingue | Cuba             | Rép. dominicaine       | Rép. dominicaine       | Porto Rico       | Porto Rico       |        |
| 1978         | Medellin       | Cuba             | Nicaragua              | Nicaragua              | Porto Rico       | Porto Rico       |        |
| 1982         | La Havane      | Rép. dominicaine | Cuba                   | Cuba                   | Panama           | Panama           |        |
| 1986         | Santiago       | Cuba             | Antilles néerlandaises | Antilles néerlandaises | Venezuela        | Venezuela        |        |
| 1990         | Mexico         | Cuba             | Porto Rico             | Porto Rico             | Rép. dominicaine | Rép. dominicaine |        |
| 1993         | Ponce          | Cuba             | Mexique                | Mexique                | Porto Rico       | Porto Rico       |        |
| 1998         | Maracaibo      | Cuba             | Nicaragua              | Nicaragua              | Venezuela        | Venezuela        |        |
| 2002 Détails | San Salvador   | Porto Rico       | Panama                 | Panama                 | Rép. dominicaine | Rép. dominicaine |        |
| 2006         | Carthagène     | Cuba             | Rép. dominicaine       | Rép. dominicaine       | Mexique          | Venezuela        |        |
| 2010 Détails | Mayagüez       | Rép. dominicaine | Mexique                | Mexique                | Nicaragua        | Nicaragua        |        |

## Tableau des médailles
| Rang | Pays                   | Or | Argent | Bronze | Total |
| ---- | ---------------------- | -- | ------ | ------ | ----- |
| 1    | Cuba                   | 14 | 1      | 1      | 16    |
| 2    | Rép. dominicaine       | 3  | 4      | 3      | 10    |
| 3    | Porto Rico             | 2  | 3      | 3      | 8     |
| 4    | Venezuela              | 1  | 1      | 3      | 5     |
| 5    | Colombie               | 1  | 0      | 0      | 1     |
| 6    | Mexique                | 0  | 6      | 3      | 9     |
| 7    | Panama                 | 0  | 3      | 4      | 7     |
| 8    | Nicaragua              | 0  | 3      | 3      | 6     |
| 9    | Antilles néerlandaises | 0  | 1      | 0      | 1     |